# Arturo Riccardi

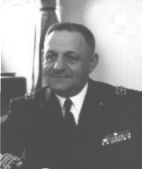
Arturo Riccardi (1940)

Arturo Riccardi (* 30. Oktober 1878 in Saluzzo; † 20. Dezember 1966 in Rom) war ein italienischer Admiral und Staatssekretär.
Riccardi wurde im Dezember 1940 Nachfolger des Admirals Domenico Cavagnari auf dem Posten des Stabschefs der italienischen Marine und als Staatssekretär im „Marineministerium“. Da Benito Mussolini formal auch „Streitkräfteminister“ war, führten Staatssekretäre die de facto weiterhin bestehenden Ministerien für Krieg, Luftfahrt und Marine. Diese Staatssekretäre waren zugleich Generalstabschefs ihrer Teilstreitkräfte. Riccardi musste seine Ämter aufgeben, als das faschistische Regime im Sommer 1943 von der neuen Regierung Badoglio abgelöst wurde. Sein Nachfolger wurde Raffaele de Courten, der das Marineministerium wieder als Minister führte. Nach 1945 ging es im neuen Verteidigungsministerium auf.